# Riszta
Riszta, nitkowiec podskórny, robak medyński (Dracunculus medinensis) – pasożyt podskórny człowieka, a także małp, psów, koni, bydła i innych ssaków. Wywołuje chorobę zwaną drakunkulozą. Obecnie występuje tylko w tropikalnych rejonach Afryki.

## Cykl życiowy

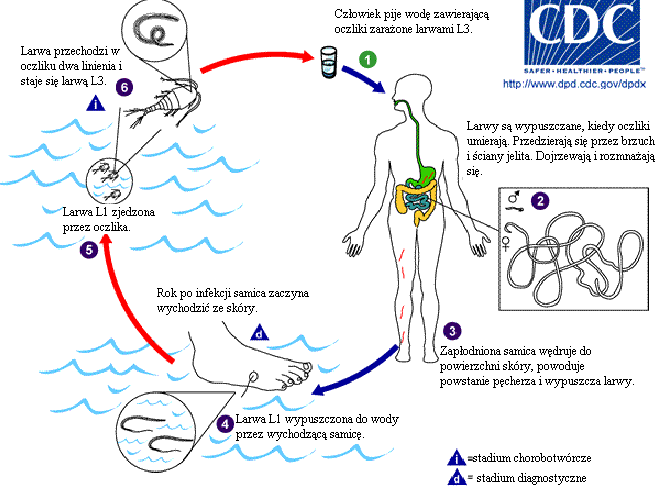
Cykl życiowy robaka medyńskiego

Samica osiąga długość do 120 cm, samiec do 4 cm. Samice są jajożyworodne. Zarazić można się poprzez wypicie wody, w której znajdują się oczliki zarażone larwami nicienia. W przewodzie pokarmowym żywiciela ostatecznego larwy uwolnione z oczlików dojrzewają i kopulują, a zapłodnione samice wędrują miesiącami w organizmie żywiciela. Umiejscawiają się w tkance podskórnej, najczęściej kończyn dolnych. Oddychają powietrzem atmosferycznym poprzez otwór wywiercony w skórze. W miejscu lokalizacji pasożyta tworzy się pęcherz wrzodowy. Przy zetknięciu z wodą pęcherz pęka i przez powstałą szczelinę częściowo wysuwa się samica. Przez pęknięty wór powłokowo mięśniowy samica wysuwa macicę, która również pęka na skutek czego larwy przedostają się do wody. Uwolnione larwy wnikają do oczlików, dwukrotnie linieją i po około 2 tygodniach osiągają dojrzałość inwazyjną. U człowieka nieusunięcie pasożyta prowadzi do zapalenia naczyń chłonnych i żył oraz do powstania miejscowych zgorzeli.